# Гринел (Ајова)
Гринел (енгл. Grinnell) град је у америчкој савезној држави Ајова. По попису становништва из 2010. у њему је живело 9.218 становника.

## Демографија
Према попису становништва из 2010. у граду је живело 9.218 становника, што је 113 (1,2%) становника више него 2000. године.
| Група             | 2000.         | 2010.         |
| Белци             | 8.553 (93,9%) | 8.291 (89,9%) |
| Афроамериканци    | 95 (1,0%)     | 182 (2,0%)    |
| Азијати           | 183 (2,0%)    | 246 (2,7%)    |
| Хиспаноамериканци | 143 (1,6%)    | 292 (3,2%)    |
| Укупно            | 9.105         | 9.218         |